# Klement Ptačovský
Klement Ptačovský (21. listopadu 1886, Golčův Jeníkov – 18. června 1963, Bratislava) byl slovenský botanik českého původu a filatelista.

## Životopis
Střední školu vystudoval v Praze na Vyšší průmyslové škole v 1905. V letech 1905 až 1909 působil ve firmě Kolben-Daněk v Praze jako elektrotechnik. Od roku 1909 žil v Prešporku (dnes Bratislava) a stal se ředitelem elektrárny v podniku Dynamit – Nobel (později od 1951 přejmenován na Chemické závody Jurija Dimitrova), kde pracoval přes 43 let do roku 1952. Věnoval se ochraně přírody, popularizaci biologie, turistice a filatelii. Ve svých odborních pracích se zabývá květenou v okolí Bratislavy, zejména přírodní rezervací Devínska Kobyla, národní přírodní rezervací Šúr při měste Svätý Jur a na Záhoří. Právě Ptačovský má největší zásluhu na záchraně v roce 1952 vyhlášené přírodní rezervace Šúr, jíž hrozil zánik. Úzce spolupracoval se známým českým botanikem prof. Karlem Dominem, s kazatelem, botanikem a národopiscem Jozefem Ľ. Holubym, a také s botanikem Alexandrem Zahlbrucknerem. Botanik Karel Domin po něm pojmenoval druh jasanu právě ze Šúru – Fraxinus ptacovskyi. Přesto, že byl Ptačovský botanik – amatér a samouk, získal uznání v odborních kruzích. Mnoho let byl funkcionářem botanické sekce Slovenského vlastivědného muzea v Bratislavě. Jeho vzácný herbář se zachoval na Botanickém ústavu SAV.

## Vědecké práce (výběr)
- Devínska Kobyla (Malé Karpaty). In Krása našeho domova, 17, 1925, s. 106–109.
- Laburnum alpinum Presl v Malých Karpatech. Věda přírodní, 6, 1925, s. 107–108.
- Šúr u Sv. Juru. (Malé Karpaty II). In Krása našeho domova, 20, 1928, s. 4–6.

- PTAČOVSKÝ, Klement. Poznámky ke květeně bratislavského okolí. In Biologické práce. V/2, Vydavateľstvo Slovenskej akadémie vied, Bratislava: 1959, s. 88.

V Ústředním archivu SAV je uložen jeho osobní archivní fond, obsahující jeho vědeckou činnost z oblasti botaniky a ochrany přírody, především dokumenty k rezervaci Jurský Šúr.